# Frans Ananias
Frans Ananias (1º dicembre 1972) è un ex calciatore namibiano, di ruolo difensore.

## Carriera

### Nazionale
Ha collezionato 8 presenze in Nazionale.